# Cal Flaquer (Piera)
Cal Flaquer o Can Flequer és una masia del municipi de Piera (Anoia) inclosa en l'Inventari del Patrimoni Arquitectònic de Catalunya.

## Descripció
Masia formada per planta baixa i pis. L'estructura actual de la façana respon a una restauració del 1934. En la façana s'observa a la planta baixa la porta d'arc de mig punt amb dovelles que és la de l'anterior façana. La resta és simple. Destaca el coronament ondulat del capcer i l'acroteri de la façana lateral realitzat amb maó i pedra artificial de formes geomètriques. Hi ha un rellotge de sol a la façana.

## Història
Masia secundària de Cal Vendrell de Piera. El 1659 s'anomenava Mas Bisbal. El 1717 ja s'anomenava Mas Flaquer. El 1934 es restaurà la façana. El 1940 s'edificaren uns cossos laterals destinats a cellers.